# Jorge Gelman
Jorge Daniel Gelman (Buenos Aires, Argentina, 29 de mayo de 1956-16 de diciembre de 2017) fue un historiador argentino, investigador y docente universitario. Se destacó en el campo de la historia económica y social del Río de la Plata de los siglos XVIII y XIX. Fue director del Instituto de Historia Argentina y Americana "Dr. Emilio Ravignani" (2012-2017).

## Biografía
Jorge Gelman estuvo inserto desde joven en la militancia de izquierda, participando activamente en agrupaciones de raíz trotskista desde su adolescencia en el colegio Manuel Dorrego en Morón (Buenos Aires). Fue apresado el primero de mayo de 1975 tras participar en una huelga de Villa Constitución (Santa Fe, Argentina) como parte de una estrategia de proletarización y militancia fabril. Permaneció en la cárcel de Coronda y en Resistencia a disposición del poder ejecutivo nacional entre 1975 y 1978, cuando se le otorgó la opción de salir del país. Como exiliado, Gelman recaló muy brevemente en Israel para instalarse en París (Francia). Allí siguió desplegando su actividad política como responsable de Política Obrera, una agrupación trotskista con la que se dedicó a la denuncia de la dictadura militar argentina y la organización de solidaridad entre exiliados.
En Francia, Gelman se formó profesionalmente en el estudio de la historia. Obtuvo su Licenciatura en Historia en la Universidad de París VII Denis Diderot. Prosiguió sus estudios de posgrado en la École des Hautes Études en Sciences Sociales (EHESS). Allí alcanzó, en 1983, el título de Doctor en Historia, con la presentación de una tesis titulada "Économie et Administration locale dans le Rio de la Plata du XVIIe siècle", aprobada por un jurado compuesto por Ruggiero Romano, Nathan Wachtel y Frédéric Mauro.
En 1984, regresó a la Argentina para incorporarse plenamente a la vida universitaria y a la investigación científica en historia. 
Como docente de grado, fue elegido como Profesor titular de Historia Argentina colonial e independiente en la Universidad Nacional de La Pampa en 1984. Luego se desempeñó como Profesor adjunto regular de Historia Americana Colonial en la Facultad de Filosofía y Letras de la Universidad Nacional de Buenos Aires (UBA), entre 1985 y 1996. Asimismo, fue Profesor titular visitante de Historia de América en la Universidad de Gerona (España), entre 1992 y 1994. En 1996 obtuvo por concurso la plaza de Profesor titular regular de Historia Argentina I (1776-1862), en la Facultad de Filosofía y Letras de la Universidad de Buenos Aires; posición docente que ocupó hasta su fallecimiento en 2017.
Paralelamente, Gelman desarrolló su carrera como investigador del Consejo Nacional de Investigaciones Científicas y Técnicas (CONICET, Argentina), al que se incorporó en 1986 y reingresó en 1997. Alcanzó la máxima categoría como Investigador Superior en junio de 2013. 
Sus labores de investigación tuvieron como sede el Instituto de Historia Argentina y Americana "Dr. Emilio Ravignani", de la Facultad de Filosofía y Letras, Universidad de Buenos Aires. Allí coordinó la Red de Estudios Rurales, desde 1995, y el Programa de Estudios Rurales, desde 1999. En octubre de 2012, fue elegido por concurso como Director Regular del Instituto Ravignani. Desempeñó este cargo hasta su fallecimiento.
Gelman ejerció una permanente docencia de posgrado en numerosas universidades y programas de la Argentina y el extranjero. Junto a Juan Carlos Garavaglia y Juan Marchena, dirigió la Maestría en Historia de la Universidad Internacional de Andalucía (sede La Rábida, España) entre 1995 y 1997. También fue profesor de maestría y doctorado en: Universidad de Buenos Aires (Argentina), Universidad Nacional de Mar del Plata (Argentina), Universidad Pablo de Olavide (España), École des Hautes Études en Sciences Sociales (Francia), FLACSO (Argentina), Universidad Nacional de Tucumán (Argentina), Universidad Nacional de Luján (Argentina), Universidad Nacional del Sur (Argentina), Universidad de San Andrés (Argentina), Universidad Nacional de la Patagonia (Argentina), Universidad Nacional de Salta (Argentina), Universidad Andina Simón Bolívar (Ecuador), Universidad de la República (Uruguay) y Universidad Industrial de Santander (Colombia).
Desplegó una intensa actividad en las tareas propias del ejercicio profesional. Obtuvo la beca de la John Simon Guggenheim Memorial Foundation en 1999. Dirigió numerosos tesistas de licenciatura, maestría y doctorado, así como a integrantes de la carrera de investigador científico del CONICET. Participó en el gobierno universitario como parte de la Junta Departamental de la Carrera de Historia y del Consejo Directivo de la Facultad de Filosofía y Letras, Universidad de Buenos Aires. Fue miembro de comisiones evaluadoras en el CONICET y otros organismos científicos. Fue jurado de tesis, concursos docentes y concursos directivos en institutos de investigación. Organizó congresos, jornadas y simposios. 
Fue miembro del Comité Editor del Boletín del Instituto de Historia Argentina y Americana "Dr. E. Ravignani", desde 1995, y director de esta revista académica desde 2012. También fue parte del Comité editor de la Hispanic American Historical Review (2005-2009) y de la Revista de Historia Económica/Journal of Iberian and Latin American Economic History (2006-2013), y participó de los comités científicos de otras publicaciones académicas. 
Actuó en varias sociedades científicas, entre las cuales se destaca su tarea como presidente de la Asociación Argentina de Historia Económica (2001-2005).
Proyectó sus investigaciones en materiales para la difusión, notas de opinión y entrevistas periodísticas. Con el propósito de acercar las nuevas investigaciones históricas a un público amplio de lectores, Gelman dirigió la colección "Nudos de la Historia Argentina" en la editorial Sudamericana (Argentina), desde 2007.

## Obra
Jorge Gelman se especializó en la historia económica, social y política del Río de la Plata y América Latina de los siglos XVIII y XIX. Su obra se plasmó en más de un centenar de libros, capítulos de libros y artículos científicos.
Sus primeras contribuciones tuvieron como eje el estudio del comercio y la formación de la elite colonial en el Río de la Plata de los siglos XVII y XVIII. Esta línea de investigación quedó plasmada en su tesis doctoral, en varios artículos publicados en la década de 1980 y comienzos de la década de 1990, y en su libro De mercachifle a gran comerciante: los caminos del ascenso en el Rio de la Plata colonial (1996).
Desde esos mismos años, Gelman desplegó investigaciones sobre la historia agraria rioplatense en la segunda mitad del siglo XVIII y la primera mitad del siglo XIX. Estudió la producción ganadera y agrícola, la demografía, las relaciones laborales y la apropiación de los recursos agrarios, tanto en la Banda Oriental como en Buenos Aires. Formó parte de una corriente de investigadores que renovó la imagen que se tenía del mundo rural rioplatense. Esta nueva historia resaltó la presencia de productores familiares campesinos, la importancia de la agricultura, el impacto de las migraciones y las múltiples formas de trabajo y de acceso a los mercados. Los estudios de Gelman se volcaron en numerosos artículos y en sus libros Un funcionario en busca del Estado. Pedro Andres García y la cuestión agraria bonaerense (1810-1822) (1997) y Campesinos y Estancieros. Una región del Rio de la Plata a fines de la época colonial (1998). Brindó una síntesis de la renovada historia agraria en Historia del Agro Argentino. Desde la Conquista hasta fines del siglo XX (2001), escrito en colaboración con Osvaldo Barsky, y que alcanzó numerosas reediciones. 
Como derivación de su análisis de la historia agraria, Gelman se volcó a la investigación de la desigualdad económica y el nivel de vida de la población de Buenos Aires en el siglo XIX. Sus aportes fueron pioneros en cuanto a metodologías cuantitativas y nuevas explicaciones sobre las causas de la desigualdad. Construyó una prolífica investigación colaborativa junto con Daniel Santilli y agrupó a varios investigadores provenientes de diversas regiones de la Argentina. Además de artículos científicos, estas indagaciones están representadas en los libros De Rivadavia a Rosas. Desigualdad y crecimiento económico, en colaboración con Daniel Santilli (2006) y El Mapa de la Desigualdad en la Argentina del siglo XIX (2011), del cual fue coordinador y escritor.
Interesado por las relaciones entre economía, sociedad y política, Gelman revisó la época marcada por el predominio de Juan Manuel de Rosas, caudillo bonaerense de la primera mitad del siglo XIX. Ejemplos de estas indagaciones son sus libros Rosas, estanciero. Gobierno y expansión ganadera (2005), Rosas bajo fuego. Los franceses, Lavalle y la rebelión de los estancieros (2009) y Juan Manuel de Rosas. La construcción de un liderazgo político (2015), biografía escrita en colaboración con Raúl Fradkin.
Gelman buscó colocar sus indagaciones en el marco más amplio de la historia latinoamericana e iberoamericana. Entre los frutos más recientes de este diálogo, pueden citarse el capítulo “Senderos que se bifurcan: las economías de América Latina luego de las Independencias” en Institucionalidad y desarrollo económico en América Latina (2011), y los libros Iberoamérica y España antes de las independencias, 1700-1820. Crecimiento, reformas y crisis (2014), que coordinó con Enrique Llopis y Carlos Marichal, y Property Rights in Land. Issues in social, economic and global history (2017), que coordinó con Rosa Congost y Rui Santos.

## Premios y reconocimientos
En diciembre de 1987, obtuvo el Premio "Bernardo Houssay", otorgado por el CONICET (Argentina) a los mejores trabajos de investigación realizados por jóvenes investigadores, por sus aportes al conocimiento de la sociedad y la economía colonial argentinas.
En septiembre de 2013, Gelman fue galardonado con el tercer premio en la modalidad Ensayo Histórico del Premio Nacional de Cultura, por su obra Rosas bajo fuego. Los franceses, Lavalle y la rebelión de los estancieros. Este premio, otorgado por la Secretaría de Cultura de la Nación (Argentina), distingue desde 1913 a personalidades destacadas del mundo de la intelectualidad y en esta ocasión se premió la producción ensayística del período 2009-2012.
En reconocimiento al aporte de Gelman a la historia agraria, la Sociedad de Estudios de Historia Agraria (SEHA) instituyó en 2020 el Premio Jorge Gelman a la mejor Tesis Doctoral de Historia Rural, dirigido a tesis sin distinción de país o lengua, relacionadas con la historia rural de la península ibérica o América Latina (incluido Brasil), defendidas en universidades de los países ibéricos y latinoamericanos.

## Publicaciones seleccionadas
Además de decenas de artículos en revistas especializadas y capítulos de libros, Jorge Gelman publicó por sí o en colaboración los siguientes libros:
- De Mercachifle a gran comerciante: los caminos del ascenso en el Rio de la Plata colonial, Colección "Encuentros Iberoamericanos", Universidad Internacional de Andalucía, España, 1996. En Catálogo Biblioteca Instituto Ravignani
- Un funcionario en busca del Estado. Pedro Andrés García y la cuestión agraria bonaerense (1810-1822), Colección "La Ideología Argentina", Universidad Nacional de Quilmes, Buenos Aires, 1997. Presentación y selección de documentos. En Catálogo Biblioteca Instituto Ravignani
- Campesinos y Estancieros. Una región del Rio de la Plata a fines de la época colonial, Los Libros del Riel, Buenos Aires, 1998. En Catálogo Biblioteca Instituto Ravignani
- Expansión capitalista y transformaciones regionales. Relaciones sociales y empresas agrarias en la Argentina del siglo XIX, Colección “Agricultura y Ciencias Sociales”, La Colmena/IEHS, Buenos Aires, 1999. Compilación e introducción junto a Juan Carlos Garavaglia y Blanca Zeberio. En Catálogo Biblioteca Instituto Ravignani
- Historia del Agro Argentino. Desde la Conquista hasta fines del siglo XX, Colección "Historia Argentina", Grijalbo/Mondadori, Buenos Aires, 2001. En colaboración con Osvaldo Barsky. 2ª edición, septiembre de 2005. 3ª edición ampliada 2009. En Catálogo Biblioteca Instituto Ravignani
- Rosas, estanciero. Gobierno y expansión ganadera, Colección "Claves", Capital Intelectual, Buenos Aires, 2005. 2ª Edición en “Claves de la Historia”, Buenos Aires, 2010. En Catálogo Biblioteca Instituto Ravignani
- La historia económica argentina en la encrucijada. Balances y perspectivas, Prometeo Libros/Asociación Argentina de Historia Económica, Buenos Aires, 2006. Compilación e introducción. En Catálogo Biblioteca Instituto Ravignani
- De Rivadavia a Rosas. Desigualdad y crecimiento económico. Colección “Historia del Capitalismo Agrario Pampeano”, Tomo 3 (O. Barsky director), Siglo XXI-Universidad de Belgrano, Buenos Aires, diciembre de 2006. En colaboración con Daniel Santilli. En Catálogo Biblioteca Instituto Ravignani
- Desafíos al orden. Política y sociedades rurales durante la Revolución de Independencia, Prohistoria, Rosario, noviembre de 2008. Compilación y prólogo en colaboración con Raúl Fradkin. En Catálogo Biblioteca Instituto Ravignani
- Rosas bajo fuego. Los franceses, Lavalle y la rebelión de los estancieros, Sudamericana, Buenos Aires, 2009. En Catálogo Biblioteca Instituto Ravignani
- 200 años pensando la Revolución de Mayo, Sudamericana, Buenos Aires, marzo de 2010, 2ª edición de 7000 ejemplares, setiembre de 2010. Coordinación y prólogo, en colaboración con Raúl Fradkin. En Catálogo Biblioteca Instituto Ravignani
- Argentina, 1808-1830. Crisis imperial e independencia, Tomo I argentino de la colección “América Latina en la Historia Contemporánea, Fundación Mapfre/Ed. Taurus, Madrid y Lima, junio de 2010. Director general de la colección argentina de 5 volúmenes y coordinador del tomo I. En Catálogo Biblioteca Instituto Ravignani
- El Mapa de la Desigualdad en la Argentina del siglo XIX, Prohistoria, Rosario, 2011. Coordinador. En Catálogo Biblioteca Instituto Ravignani
- Rebeldes con causa. Conflicto y movilización popular en la Argentina del siglo XIX, Prometeo Libros, Buenos Aires, 2014. Compilación e introducción en colaboración con Daniel Santilli y Raúl Fradkin. En Catálogo Biblioteca Instituto Ravignani
- Iberoamérica y España antes de las independencias, 1700-1820. Crecimiento, reformas y crisis, Colección “Historia Económica”, Instituto Mora/El Colegio de México, México, 2014. Coordinación e introducción con Enrique Llopis y Carlos Marichal. En Catálogo Biblioteca Instituto Ravignani
- Juan Manuel de Rosas. La construcción de un liderazgo político, Colección "Biografías Argentinas", EDHASA, Buenos Aires, 2015. En colaboración con Raúl Fradkin. En Catálogo Biblioteca Instituto Ravignani
- Property Rights in Land. Issues in social, economic and global history, Routledge; Taylor and Francis Group, London and New York, 2017 (coordinación e introducción con Rosa Congost y Rui Santos).